# Dicranomyia (Dicranomyia) parvistylata
Dicranomyia (Dicranomyia) parvistylata is een tweevleugelige uit de familie steltmuggen (Limoniidae). De soort komt voor in het Oriëntaals gebied.